# Soupçons (Les Simpson)
Pour les articles homonymes, voir Soupçon.
 (octobre 2021).
Si vous disposez d'ouvrages ou d'articles de référence ou si vous connaissez des sites web de qualité traitant du thème abordé ici, merci de compléter l'article en donnant les références utiles à sa vérifiabilité et en les liant à la section « Notes et références ».
Soupçons (France) ou Des Simpson plein la tête (Québec) est le 9e épisode de la saison 19 de la série télévisée d'animation Les Simpson.

## Synopsis
Homer se réveille dans la neige et découvre en rentrant chez lui que sa famille a disparu et qu'il n'a aucun souvenir de ce qui s'est passé. Il décide alors de se rendre chez Moe où celui-ci lui apprend qu'il a bu un P'tit coup, j'oublie tout la veille et que ce breuvage a pour particularité de faire oublier les dernières actions de celui qui le boit. Homer a peur d'avoir commis quelque chose d'affreux, d'autant que des indices disséminés un peu partout l'amènent à cette conclusion. Homer demande alors l'aide du Professeur Frink pour l'aider à voyager dans sa tête et retrouver ses souvenirs pour découvrir la vérité...